# Église Santa Susanna alle Terme di Diocleziano
Pour les articles homonymes, voir église Sainte-Suzanne.
L'église Santa Susanna alle Terme di Diocleziano (en français : église Sainte-Suzanne-aux-Thermes-de-Dioclétien) est une église paroissiale catholique située sur la colline du Quirinal à Rome, avec un titulus associé à son site qui remonte aux environs de l'an 280. L'église moderne dédiée à sainte Suzanne a été reconstruite entre 1585 et 1603.

## Histoire
En 1921 le pape Benoit XV autorise les Pères paulistes américains de Sainte-Suzanne à utiliser le site afin d'y établir à Rome l'église nationale des États-Unis d'Amérique. La première messe publique pour la communauté américaine a été célébrée par le cardinal O'Connell le 26 février 1922 et jusqu'à aujourd'hui elle est consacrée aux membres anglophones du diocèse de Rome et aux catholiques américains résidant ou en visite à Rome. 
Les restes d'un édifice romain d'époque impériale ont été retrouvés dans la structure de l'église.
Elle fut élevée au titre cardinalice sur le site des maisons de Gabin et Caïus, le 28e évêque de Rome, respectivement le père et l'oncle de sainte Suzanne à qui l'église est dédiée. Des fouilles au XIXe siècle ont mis en évidence sous le confessionnal les restes d'une maison romaine du IIIe siècle, rendus visibles actuellement par le pavement en verre de la sacristie. D'autres fouilles datant de l'an 1990 ont permis de récupérer un sarcophage romain avec des morceaux de crépi à l'intérieur.
L'église dite à l'origine ad duas domos (« près des maisons de Gabinius et Caius ») a une forme de basilique et a été reconstruite d'abord par le pape Léon III en l'an 800 et ensuite complètement ré-élaborée par Sixte IV en 1475. La façade actuelle est l'œuvre de Carlo Maderno en 1603.
Le 7 octobre 1587, le pape Sixte V en fit le siège de la communauté féminine des Cisterciennes de saint Bernard. L'ensemble a été exproprié par l'État après 1870 et retourna progressivement en possession du titre cardinalice.

## Histoire de l'architecture
Le pape Serge Ier a fait restaurer l'église à la fin du VIIe siècle, mais le pape Léon III, le quatrième pape qui avait été pasteur de cette église, l'a reconstruite complètement à partir du sol en 796, en lui ajoutant la grande abside en conservant les reliques des saints dans la crypte. 
Une grande mosaïque du Christ flanqué du Lion, de Charlemagne et des saintes Suzanne et Félicité a été gravement endommagée au XIIe siècle par un tremblement de terre, et l'intérieur a dû être complètement rénové. Ce travail a été réalisé 1585 à 1602 et la décoration à fresque est de Cesare Nebbia (1536-1614). 
La façade en travertin restait à construire. 
L'actuelle conception de l'église Sainte-Suzanne est l'œuvre de Carlo Maderno, qui avait suivi une formation d'assistant auprès de son oncle Domenico Fontana, l'architecte en chef du Pape Sixte V. 
En 1603, Maderno a terminé la façade en style baroque précoce. Le placement dynamique des colonnes et des pilastres, le surpeuplement centralisé, la saillie et le décor central très fourni rendent la structure encore plus complexe. L'entrée et le toit sont entourés par des frontons triangulaires. Les fenêtres remplacées par des niches. L'aspect ludique annonce déjà les règles de conception classique, en conservant la rigueur. 
Les statues de l'échelon supérieur (le Pape saint Caïus et saint Genès de Rome) sont de Giovanni Antonio Paracca, ceux du niveau inférieur (sainte Suzanne et sainte Félicité de Rome) sont de Stefano Maderno. 
L'église Sainte-Suzanne a été une telle réussite en 1605 que le pape Paul V a nommé Maderno architecte de la basilique Saint-Pierre dont il a achevé la nef et construit la grande façade.

## Intérieur

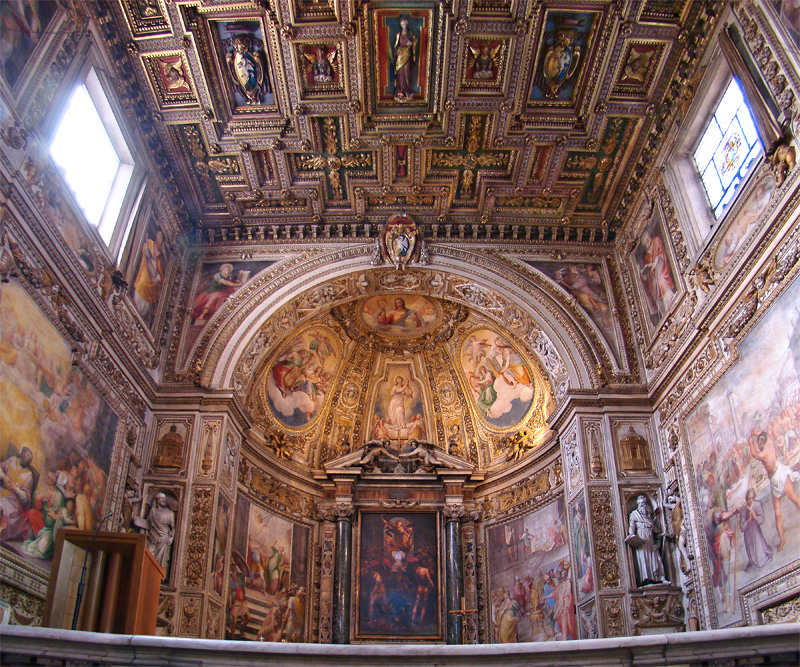
L'intérieur

L'église se compose d'une nef unique, avec une abside circulaire formant deux chapelles latérales. 
Les fresques de la nef centrale sont de Baldassare Croce. Elles représentent six scènes de la vie de Suzanne tirées du Livre de Daniel. 
Les fresques sur le côté arrondi de l'abside montrent sainte Suzanne menacée par Maximien, mais défendue par l'ange de Dieu et à droite, Suzanne refusant d'adorer l'idole Jupiter. Les fresques de la coupole de l'abside sont de Cesare Nebbia et dépeignent sainte Suzanne flanquée de chaque côté par des anges avec des instruments de musique. Derrière le maître-autel, le tableau représentant la décapitation de sainte Suzanne est de Tommaso Laureti.

## Chapelle Notre-Dame-des-Grâces
La chapelle Notre-Dame-des-Grâces (peinture ancienne sur l'autel) possède deux fresques récentes de saint Benoît et saint Bernard. 

## Chapelle Saint-Laurent
Domenico Fontana a construit la deuxième chapelle à gauche dédiée à saint Laurent, commandée par Camilla Peretti, sœur du pape Sixte V. Les peintures sont de l'artiste milanais Giovanni Battista Pozzi (1563-1591). 
La peinture d'autel, œuvre de Cesare Nebbia, représente le Martyre de saint Laurent. 
Dans cette chapelle sont vénérés saint Genès de Rome, patron des acteurs, en train de recevoir le baptême, et le Pape saint Éleuthère.

## Presbytère
Le presbytère est décoré de deux fresques. Sur la gauche, Baldassare Croce représente le Martyre de saint Gabinius, tandis qu'à droite, Paris Nogari a peint le Martyre de sainte Félicité de Rome et ses sept fils. 

## Plafond
Le plafond de la nef et du presbytère est réalisé en bois doré polychrome, sculpté d'après la conception de Carlo Maderno. 
Au XVIIe siècle une réplique de l'église de Sainte-Suzanne a été réalisée à Lvov en Ukraine.